# Colton Gillies
Pour les articles homonymes, voir Gillies.
Colton Gillies (né le 12 février 1989 à White Rock, dans la province de la Colombie-Britannique, au Canada) est un joueur professionnel canadien de hockey sur glace. Il est le neveu de l'ancien joueur des Islanders de New York Clark Gillies.

## Carrière
Colton Gillies évolua au niveau junior pour les Blades de Saskatoon, équipe de la Ligue de hockey de l'Ouest. C'est au terme de sa troisième saison avec ces derniers qu'il se voit être réclamé en première ronde par le Wild du Minnesota lors du repêchage de 2007. Il participe avec l'équipe LHOu au Défi ADT Canada-Russie en 2006 et 2007.
Il passe au niveau professionnel durant la saison 2007-2008, rejoignant le club affilié au Wild dans la Ligue américaine de hockey, les Aeros de Houston. Il atteint la Ligue nationale de hockey dès la saison suivante.
Au niveau international, il s'aligna pour l'équipe du Canada des moins de 18 ans en 2007, puis remporta la médaille d'or l'année suivante lors du Championnat du monde junior de hockey sur glace.

## Statistiques
| Saison     | Équipe                     | Ligue      |     | Saison régulière | Saison régulière | Saison régulière | Saison régulière | Saison régulière | Saison régulière |   | Séries éliminatoires | Séries éliminatoires | Séries éliminatoires | Séries éliminatoires | Séries éliminatoires | Séries éliminatoires |
| Saison     | Équipe                     | Ligue      | PJ  | B                | A                | Pts              | Pun              | +/-              | PJ               | B | A                    | Pts                  | Pun                  | +/-                  |                      |                      |
| 2004-2005  | Blades de Saskatoon        | LHOu       | 9   | 1                | 1                | 2                | 8                | +1               | 2                | 0 | 0                    | 0                    | 0                    | -                    |                      |                      |
| 2005-2006  | Blades de Saskatoon        | LHOu       | 63  | 6                | 6                | 12               | 57               | -3               | 8                | 0 | 0                    | 0                    | 4                    | 0                    |                      |                      |
| 2006-2007  | Blades de Saskatoon        | LHOu       | 65  | 13               | 17               | 30               | 148              | -20              | -                | - | -                    | -                    | -                    | -                    |                      |                      |
| 2007-2008  | Blades de Saskatoon        | LHOu       | 58  | 24               | 23               | 47               | 97               | -4               | -                | - | -                    | -                    | -                    | -                    |                      |                      |
| 2007-2008  | Aeros de Houston           | LAH        | 11  | 1                | 7                | 8                | 4                | 0                | 5                | 0 | 0                    | 0                    | 2                    | -2                   |                      |                      |
| 2008-2009  | Wild du Minnesota          | LNH        | 45  | 2                | 5                | 7                | 18               | -2               | -                | - | -                    | -                    | -                    | -                    |                      |                      |
| 2009-2010  | Aeros de Houston           | LAH        | 72  | 7                | 13               | 20               | 73               | -6               | -                | - | -                    | -                    | -                    | -                    |                      |                      |
| 2010-2011  | Wild du Minnesota          | LNH        | 7   | 1                | 0                | 1                | 2                | -2               | -                | - | -                    | -                    | -                    | -                    |                      |                      |
| 2010-2011  | Aeros de Houston           | LAH        | 64  | 11               | 15               | 26               | 82               | +2               | 24               | 7 | 5                    | 12                   | 32                   | +8                   |                      |                      |
| 2011-2012  | Wild du Minnesota          | LNH        | 37  | 0                | 2                | 2                | 10               | -5               | -                | - | -                    | -                    | -                    | -                    |                      |                      |
| 2011-2012  | Blue Jackets de Columbus   | LNH        | 38  | 2                | 4                | 6                | 25               | -4               | -                | - | -                    | -                    | -                    | -                    |                      |                      |
| 2012-2013  | Blue Jackets de Columbus   | LNH        | 27  | 1                | 1                | 2                | 17               | +1               | -                | - | -                    | -                    | -                    | -                    |                      |                      |
| 2013-2014  | Americans de Rochester     | LAH        | 65  | 9                | 14               | 23               | 49               | +5               | 5                | 1 | 1                    | 2                    | 11                   | 0                    |                      |                      |
| 2014-2015  | Sound Tigers de Bridgeport | LAH        | 67  | 5                | 8                | 13               | 72               | +4               | -                | - | -                    | -                    | -                    | -                    |                      |                      |
| 2015-2016  | HC05 Banská Bystrica       | Extraliga  | 28  | 6                | 5                | 11               | 113              | +6               | 17               | 3 | 3                    | 6                    | 28                   |                      |                      |                      |
| 2016-2017  | Dinamo Riga                | KHL        | 43  | 8                | 6                | 14               | 71               | -4               | -                | - | -                    | -                    | -                    | -                    |                      |                      |
| 2017-2018  | Dinamo Riga                | KHL        | 6   | 0                | 0                | 0                | 4                | -1               | -                | - | -                    | -                    | -                    | -                    |                      |                      |
| 2018-2019  | Dinamo Riga                | KHL        | 35  | 1                | 4                | 5                | 17               | -3               | -                | - | -                    | -                    | -                    | -                    |                      |                      |
| 2019-2020  | Dinamo Riga                | KHL        | 52  | 0                | 1                | 1                | 52               | -15              | -                | - | -                    | -                    | -                    | -                    |                      |                      |
| Totaux LNH | Totaux LNH                 | Totaux LNH | 154 | 6                | 12               | 18               | 72               | -12              | -                | - | -                    | -                    | -                    | -                    |                      |                      |

| Année | Équipe                 | Compétition                 |   | PJ | B | A | Pts | Pun           |  | Résultat |
| 2008  | Canada                 | Championnat du monde junior | 7 | 1  | 0 | 1 | 6   | Médaille d'or |  |          |
| 2013  | Americans de Rochester | Coupe Spengler              | 3 | 0  | 0 | 0 | 2   | 6e place      |  |          |

## Honneurs et trophées
International
- Vainqueur d'une médaille d'or avec l'équipe junior du Canada lors du championnat du monde junior de 2008.

## Transactions en carrière
- Repêchage 2007 : réclamé par le Wild du Minnesota (1er choix de l'équipe, 16e au total).
- 14 janvier 2012 : réclamé au ballottage par les Blue Jackets de Columbus.

## Parenté dans le sport
- Neveu de Clark Gillies, ancien joueur étoile des Islanders de New York.